# Salustia Orbiana
Seya Herenia Salustia Barbia Orbiana Augusta (en latín: Seia Herennia Sallustia Barbia Orbiana Augusta, fl. en los años 220) fue la esposa del emperador romano Alejandro Severo (r. 222-235).

## Biografía

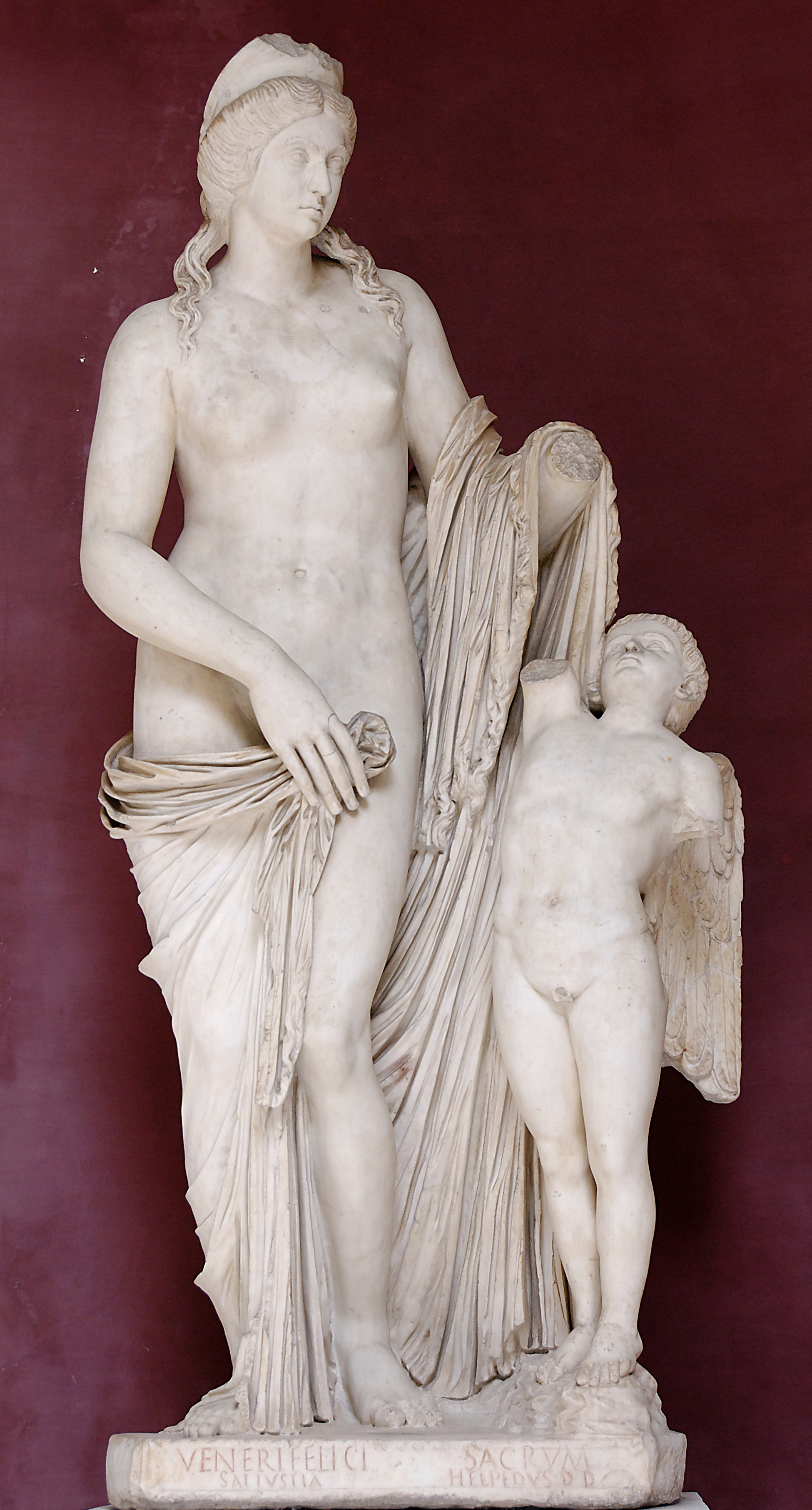
Salustia Orbiana representada como la Venus Felix, Museos Vaticanos.

Hija de Seyo Salustio, Orbiana se casó con Alejandro Severo en 225, recibiendo el título de Augusta. Cuando su padre fue ejecutado en 227 por el cargo de intento de asesinato del emperador, Orbiana fue enviada al exilio a Libia.
Una destacada estatua de Salustia, representada como Venus Felix, fue desenterrada cerca de la Basílica de la Santa Cruz de Jerusalén. El hermoso mármol, hoy en el Patio del Belvedere de la Ciudad del Vaticano, había sido dedicado a la emperatriz por sus libertos, Helpidio y Salustia.